# 京都プロレス
京都プロレス（きょうとプロレス）は、京都を中心に活動しているプロレス団体。併設している京都女子JAPANプロレス（きょうとじょしジャパンプロレス）と京都JAPANプロレス（きょうとジャパンプロレス）についても併記している。

## 歴史
2011年9月23日、南条隼人をエースとしてイオンモール京都ハナイオンホールでプレ旗揚げ戦を開催。12月18日、KBSホールで旗揚げ戦「ダイナマイト」を開催。また、京都女子JAPANプロレスを併設（経営は別会社）。
2012年、旧京都プロレスの経営難及び代表の失踪が表面化して京都女子JAPANプロレスの経営元が引き継ぐ形での新生京都プロレスが3月から始動することを発表。南条は退団して牛若丸が次期エースとなる。また、冨宅飛駈をリーダーとして格闘技色の強い京都JAPANプロレスの設立も発表。3月24日に新生京都プロレスの旗揚げ戦「re enter!」、4月21日に京都女子JAPANプロレスの旗揚げ戦「beginning of"K"」を京都府立体育館第2競技場で開催。2日間ともに3つの団体が1日3興行の1興行ずつを受け持つ形で開催したものの事前の宣伝不足もあり、発表された3月興行の観衆は京都女子JAPANプロレスの旗揚げ戦が18人、3興行の合計で98人だった。
新団体においても資金難と人気低迷は変わらずマッチメイクの急な変更など興行の不手際にも不満が噴出するようになった。4月の興行後に代表の中村健次に不信を抱いた小町娘が京都女子JAPANプロレスを退団。中村がプロレスからの撤退をほのめかす発言をする（後に撤回）など先行きは不透明なものになった。6月10日、大阪のインディー団体「FU☆CK!」の協力で大阪大会「京都プロレス浪花殴り込み炎上」を開催（当日、京都では大阪プロレスの興行が開催された）。この興行は今までブログ、Twitterでのみ語られてきた団体の内部トラブルを公開。
11月4日、立本寺境内で旗揚げ1周年記念大会を開催。この興行も前日に試合会場が変わるなどのトラブルに見舞われたが無料興行、京都プロレス認定大文字ヘビー級王座の創設、いじめられた経験を持つ中学生をデビューさせた事などが話題となり公式発表で238人の観客を集めた。また、その模様は全国ネットの朝のワイドショーで取り上げられるなど久々にマスコミを賑わせた。
2013年1月13日、大阪大会「新春浪花初詣」、6月30日、京都大会「慰問興行」を開催。
2014年、公式ブログが開設されて春の再スタートが告知されるが以降は具体的な動きが表に出ることはなく事実上の活動休止状態になっている。
2017年3月12日、花園会館で活動を再開。11月26日、常設試合会場「京都アリーナ」がオープン。

## タイトル
- 京都プロレス認定大文字ヘビー級王座

1. 牛若丸
2. ドラゴンキング
3. 義景

## 所属選手

### 京都プロレス
正規軍
- 牛若丸
- 閻魔道
- くらま天狗
- ブラックバード
- SANGA
- NAOKI

京都維新軍
- 蔵王
- いじめ大王

妖怪ストリート
- 青坊主
- め小僧

女子選手
- 舞子はん
- 芸子はん

### 京都女子JAPANプロレス
- 小町ばばぁ
- KOMACHI娘
- ASTO
- Jタイガー
- スマイリー

### 京都JAPANプロレス
- 弁天さん
- 大黒さん
- イーグル
- ジ・ホーク

妖怪ストリート
- 妖怪TENGU

暗黒幕府
- 金較慈
- 銀較慈

格闘家
- 武重賢治

## スタッフ

### レフェリー
- KC

## 歴代所属選手
- 南条隼人（現：赤城）
- 小町娘（現：フェアリー日本橋）

## エピソード
- 2012年、京都プロレスのマスクとコスチュームが大量に地元プロレスショップのホームページで売買される事案が発生する。参戦選手に対する給与未払いなどの金銭的な問題が背景とみられている。
- 冨宅飛駈は特に団体批判の急先鋒に立っていたが反面面白い仕事であればどこにでも出るとの姿勢をとっており、京都プロレスの事実上の活動休止後も他団体に上がる際しばしば「小町娘の元師匠」を名乗ったり、京都プロレスのTシャツを着用して入場していた。